# تاریخ جنوبگان

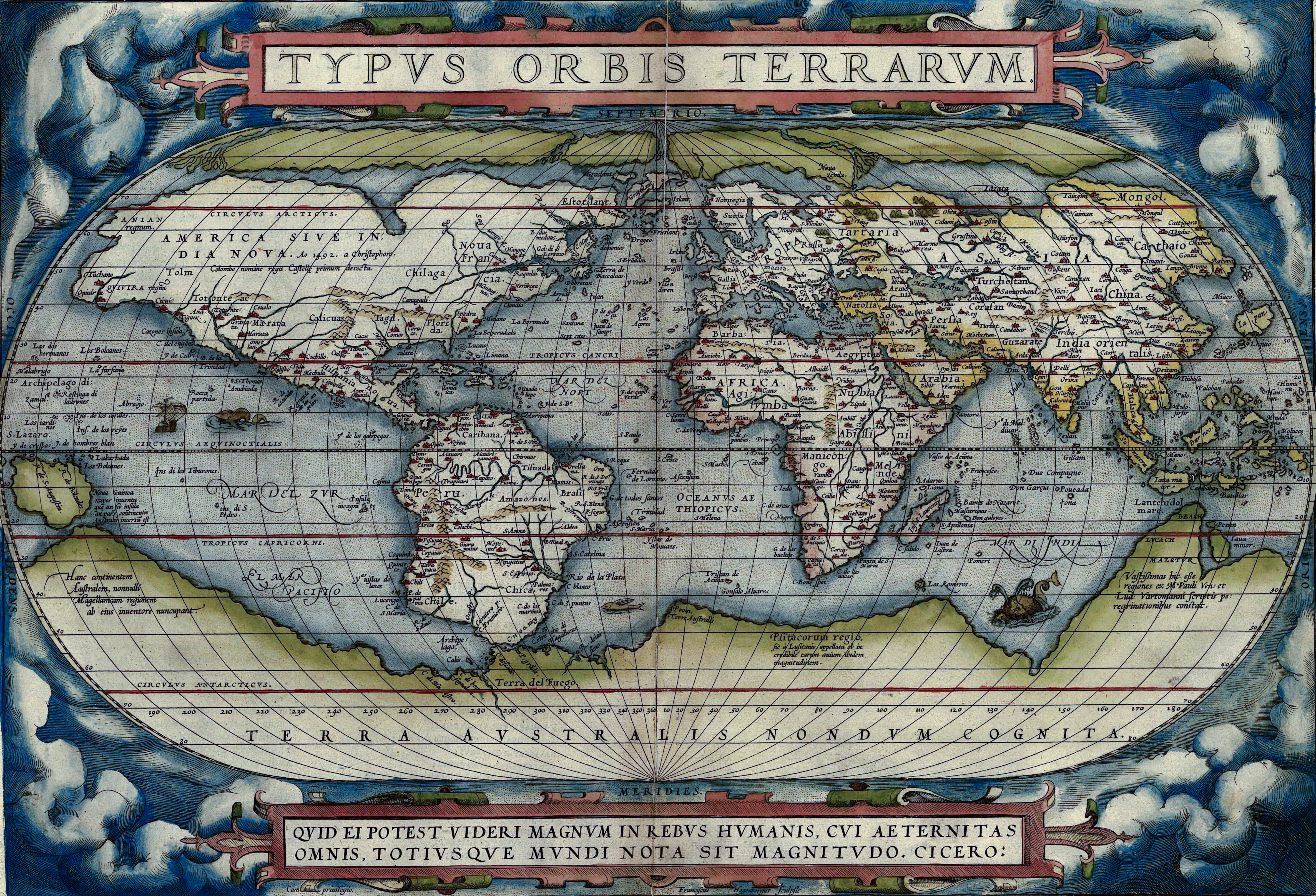
آبراهام اورتلیوس در نقشه‌نگاری سال ۱۵۷۰ میلادی، وجود سرزمین جنوبی را پیش‌بینی کرده است.

تاریخ جنوبگان از فرضیهٔ باستانی سرزمین ناشناخته جنوبی که بر پایهٔ آن غربیان باستان باور به وجود سرزمینی پهناور در نیمکره جنوبی داشته‌اند، آغاز می‌شود. واژه جنوبگان نخستین بار در برابر واژهٔ مدار شمالگان توسط مارینوس صوری در قرن دوم میلادی به کار گرفته شد. دور زدن دماغه امید نیک و دماغه هورن در قرن‌های ۱۵ و ۱۶ میلادی احتمال وجود سرزمینی در جنوب را افزایش داد. در سال ۱۷۷۳، جیمز کوک و خدمه‌اش از مدار جنوبگان گذشتند، اما در فاصله ۲۴۰ کیلومتری جنوبگان به جزیره‌ای رسیدند و سپس بازگشتند. در سال ۱۸۲۰، یک کاروان دریایی روسیه به فرماندهی فابین گوتلیب فن بلینگسهاوزن و میخائیل لازارف، یک کاروان بریتانیایی به سرکردگی ادوارد برنسفیلد و یک ملوان آمریکایی به نام ناتانئیل پالمر مدعی شدند که یخ‌تاق‌های جنوبگان را مشاهده کرده‌اند. نخستین فرود بر سکوهای یخی جنوبگان احتمالاً یک سال بعد توسط دریانورد آمریکایی جان دیویس اتفاق افتاده است. دوران قهرمانانه اکتشاف جنوبگان با سفرهای جستجوگرانه بسیاری که در آغاز قرن بیستم انجام پذیرفتند، شکل گرفت. سرانجام در ۱۴ دسامبر ۱۹۱۱، روئال آمونسن نروژی توانست به جنوبگان برسد. رابرت فالکون اسکات انگلیسی در مدت زمان کوتاهی پس از وی به جنوبگان رسید اما دریافت که پیش از وی، کاروان دریایی نروژ به جنوبگان رسیده‌اند.